# Giải bóng đá hạng nhất quốc gia Séc
Giải bóng đá vô địch hạng nhất quốc gia Séc (tiếng Anh: Czech National Football League (tiếng Séc: Fotbalová národní liga, FNL; còn được biết với cái tên Fortuna národní liga vì lý do tài trợ) là giải bóng đá chuyên nghiệp hạng nhì tại Cộng hòa Séc. Trước năm 2013 giải có tên gọi là 2. liga hoặc Druhá liga. Hai đội đứng đầu bảng mỗi mùa sẽ được thăng hạng lên Czech First League.
Giải đấu đã thay thế tiền thân của nó là I.ČNL (I. Česká národní liga; First Czech National League), ra đời sau khi giải hạng hai toàn quốc của Tiệp Khắc giải thể vào năm 1977. Giải đấu còn có tên đơn giản hơn là II. liga (giải hạng nhì) vào năm 1993 sau Cộng hòa Séc ra đời với tư cách một quốc gia độc lập.

## Thể thức
Có 16 câu lạc bộ đang chơi ở FNL. Trong mùa giải kéo dài từ tháng 8 đến tháng 5 hoặc tháng 6, kèm kì nghỉ đông từ tháng 11 đến tháng 2/tháng 3, mỗi câu lạc bộ sẽ đối đầu với các đội bóng khác hai lần (một trên sân nhà và một trên sân khách) và được tặng 3 điểm cho một trận thắng, một điểm cho một trận hòa và 0 điểm cho một trận thua. Các đội bóng được xếp hạng theo tổng số điểm, kế đến là hiệu số bàn thắng/bại và số bàn thắng ghi được. Tại cuối mỗi mùa giải hai câu lạc bộ đứng đầu bảng sẽ được thăng hạng lên chơi ở giải vô địch quốc gia, miễn là hai đội đó được cấp phép và đáp ứng đầy đủ tiêu chuẩn của giải đấu đó, thay thế là hai đội đứng cuối bảng giải vô địch quốc gia bị rớt hạng xuống giải hạng nhất này.

## Các đội bóng tham dự mùa giải 2018–19
Hiện có 16 câu lạc bộ đang tranh tài tại Giải bóng đá vô địch hạng nhất quốc gia Séc 2018–19.
| Câu lạc bộ              | Tọa lạc          | Sân vận động                     | Sức chứa | Vị trí ở mùa 2017–18     |
| ----------------------- | ---------------- | -------------------------------- | -------- | ------------------------ |
| Zbrojovka Brno          | Brno             | Městský fotbalový stadion Srbská | 12.550   | hạng 16 của First League |
| Dynamo České Budějovice | České Budějovice | Střelecký ostrov                 | 12.000   | hạng 6                   |
| Chrudim                 | Chrudim          | Stadion Za Vodojemem             | 1.500    | hạng 1 của ČFL           |
| Hradec Králové          | Hradec Králové   | Všesportovní stadion             | 7.220    | hạng 4                   |
| Vysočina Jihlava        | Jihlava          | Stadion v Jiráskově ulici        | 4.082    | hạng 15 của First League |
| Pardubice               | Pardubice        | Pod Vinicí                       | 2.500    | hạng 3                   |
| Prostějov               | Prostějov        | Stadion Za Místním nádražím      | 3.500    | hạng 1 của MSFL          |
| Sokolov                 | Sokolov          | Stadion FK Baník Sokolov         | 5.000    | hạng 7                   |
| Táborsko                | Sezimovo Ústí    | Sportovní areál Soukeník         | 5.000    | hạng 14                  |
| Třinec                  | Třinec           | Stadion Rudolfa Labaje           | 2.200    | hạng 5                   |
| Ústí nad Labem          | Ústí nad Labem   | Městský stadion (Ústí nad Labem) | 4.000    | hạng 10                  |
| Varnsdorf               | Varnsdorf        | Městský stadion v Kotlině        | 5.000    | hạng 11                  |
| Vítkovice               | Ostrava          | Městský stadion (Ostrava)        | 15.123   | hạng 15                  |
| Vlašim                  | Vlašim           | Stadion Kollárova ulice          | 6.000    | hạng 8                   |
| Viktoria Žižkov         | Prague           | FK Viktoria Stadion              | 5.037    | hạng 12                  |
| Znojmo                  | Znojmo           | Městský stadion                  | 5.000    | hạng 9                   |

## Các nhà vô địch của FNL
| Mùa giải  | Vô địch                     | Á quân                      |
| --------- | --------------------------- | --------------------------- |
| 1993–94   | Sklobižu Jablonec nad Nisou | FK Švarc Benešov            |
| 1994–95   | Uherské Hradiště            | Ostroj Opava                |
| 1995–96   | FC Karviná                  | FK Teplice                  |
| 1996–97   | FC Dukla Prague             | AFK Atlantic Lázně Bohdaneč |
| 1997–98   | FK Chmel Blšany             | FC Karviná                  |
| 1998–99   | Bohemians Prague            | SK České Budějovice         |
| 1999–2000 | Synot Staré Město           | FC Viktoria Plzeň           |
| 2000–01   | FC Hradec Králové           | SFC Opava                   |
| 2001–02   | SK Dynamo České Budějovice  | FK Zlín                     |
| 2002–03   | FC Viktoria Plzeň           | SFC Opava                   |
| 2003–04   | FK Mladá Boleslav           | FK Drnovice                 |
| 2004–05   | FK SIAD Most                | FC Vysočina Jihlava         |
| 2005–06   | SK Kladno                   | SK Dynamo České Budějovice  |
| 2006–07   | FK Viktoria Žižkov          | Bohemians 1905              |
| 2007–08   | Bohemians Prague            | FK Marila Příbram           |
| 2008–09   | Bohemians 1905              | FC Zenit Čáslav             |
| 2009–10   | FC Hradec Králové           | FK Ústí nad Labem           |
| 2010–11   | FK Dukla Prague             | FK Viktoria Žižkov          |
| 2011–12   | FK Ústí nad Labem           | FC Vysočina Jihlava         |
| 2012–13   | 1. SC Znojmo                | Bohemians 1905              |
| 2013–14   | SK Dynamo České Budějovice  | FC Hradec Králové           |
| 2014–15   | SK Sigma Olomouc            | FK Varnsdorf                |
| 2015–16   | MFK Karviná                 | FC Hradec Králové           |
| 2016–17   | SK Sigma Olomouc            | FC Baník Ostrava            |
| 2017–18   | SFC Opava                   | 1.FK Příbram                |
| 2018–19   | SK Dynamo České Budějovice  | FC Vysočina Jihlava         |
| 2019–20   | FK Pardubice                | FC Zbrojovka Brno           |

## Các đội bóng thăng hạng lên giải vô địch quốc gia Séc từ năm 1993
- 1993: Viktoria Žižkov, Petra Drnovice, Viktoria Plzeň, Union Cheb, Slovan Liberec, Svit Zlín [nb 1]
- 1994: Sklobižu Jablonec nad Nisou, Švarc Benešov
- 1995: Uherské Hradiště, Ostroj Opava
- 1996: FC Karviná, FK Teplice, Bohemians Prague [nb 2]
- 1997: FC Dukla Příbram, AFK Atlantic Lázně Bohdaneč
- 1998: FK Chmel Blšany, FC Karviná
- 1999: Bohemians Prague, SK České Budějovice
- 2000: Synot Staré Město,  FC Viktoria Plzeň
- 2001: FC Hradec Králové, SFC Opava
- 2002: SK Dynamo České Budějovice, FC Tescoma Zlín
- 2003: FC Viktoria Plzeň, SFC Opava
- 2004: FK Mladá Boleslav, FK Drnovice
- 2005: FK SIAD Most, FC Vysočina Jihlava, FC Viktoria Plzeň [nb 3]
- 2006: SK Kladno, SK Dynamo České Budějovice
- 2007: Viktoria Žižkov, Bohemians 1905
- 2008: Bohemians (Střížkov) Prague, FK Marila Příbram
- 2009: Bohemians 1905, 1. FC Slovácko [nb 4]
- 2010: FC Hradec Králové, FK Ústí nad Labem
- 2011: FK Dukla Prague, FK Viktoria Žižkov
- 2012: FC Vysočina Jihlava, FC Zbrojovka Brno [nb 5]
- 2013: 1. SC Znojmo, Bohemians 1905
- 2014: SK Dynamo České Budějovice, FC Hradec Králové
- 2015: SK Sigma Olomouc, FC Fastav Zlín
- 2016: MFK Karviná, FC Hradec Králové
- 2017: SK Sigma Olomouc, FC Baník Ostrava
- 2018: SFC Opava, 1.FK Příbram
- 2019: SK Dynamo České Budějovice
- 2020: FK Pardubice, FC Zbrojovka Brno

## Vua phá lưới
Tất cả những thông tin trong bảng này đều có thể được tìm thấy ở  ngoại trừ mùa giải 2003–04, do nguồn cho mùa giải đó được trích ở đây.
| Mùa giải | Vua phá lưới         | Câu lạc bộ       | Bàn thắng |
| -------- | -------------------- | ---------------- | --------- |
| 1993–94  | Tibor Mičinec        | Benešov          | 18        |
| 1994–95  | Bedřich Hamsa        | LeRK Brno        | 22        |
| 1995–96  | Patrik Holomek       | Poštorná         | 16        |
| 1996–97  | Václav Koloušek      | Dukla Prague     | 18        |
| 1997–98  | Vítězslav Tuma       | Karviná          | 19        |
| 1998–99  | Patrik Holomek       | St. Město        | 18        |
| 1999–00  | Vladimír Malár       | St. Město        | 24        |
| 2000–01  | Pavel Černý          | Hradec Králové   | 17        |
| 2001–02  | Radek Drulák         | HFK Olomouc      | 16        |
| 2002–03  | Petr Švancara        | Opava            | 20        |
| 2003–04  | Tomáš Kaplan         | Jihlava          | 10        |
| 2003–04  | Roman Bednář         | Mladá Boleslav   | 10        |
| 2003–04  | Vojtěch Schulmeister | Sigma Olomouc B  | 10        |
| 2004–05  | Horst Siegl          | Most             | 16        |
| 2005–06  | Petr Faldyna         | České Budějovice | 19        |
| 2006–07  | Petr Faldyna         | Jihlava          | 15        |
| 2007–08  | Petr Faldyna         | Jihlava          | 13        |
| 2008–09  | Martin Jirouš        | Sokolov          | 18        |
| 2009–10  | Pavel Černý          | Hradec Králové   | 14        |
| 2009–10  | Dani Chigou          | Dukla Prague     | 14        |
| 2009–10  | Karel Kroupa         | Tescoma Zlín     | 14        |
| 2010–11  | Dani Chigou          | Dukla Prague     | 19        |
| 2011–12  | Jiří Mlika           | Sokolov          | 19        |
| 2012–13  | Lukáš Železník       | Zlín             | 13        |
| 2013–14  | David Vaněček        | Hradec Králové   | 17        |
| 2014–15  | Václav Vašíček       | Sigma Olomouc    | 13        |
| 2015–16  | Jan Pázler           | Hradec Králové   | 17        |
| 2016–17  | Jakub Plšek          | Sigma Olomouc    | 18        |
| 2017–18  | Jan Pázler           | Hradec Králové   | 21        |
| 2018–19  | David Ledecký        | České Budějovice | 18        |